# Sarsiaster
Sarsiaster is een geslacht van zee-egels uit de familie Palaeostomatidae.

## Soorten
- Sarsiaster griegii Mortensen, 1950